# Takashi Miki
Pour les articles homonymes, voir Miki.
Takashi Miki (三木 隆司, Miki Takashi) est un footballeur japonais né le 23 juillet 1978. Il évolue au poste de défenseur.

## Palmarès
- Champion de J-League 2 en 2002 avec l'Oita Trinita